# Manzat

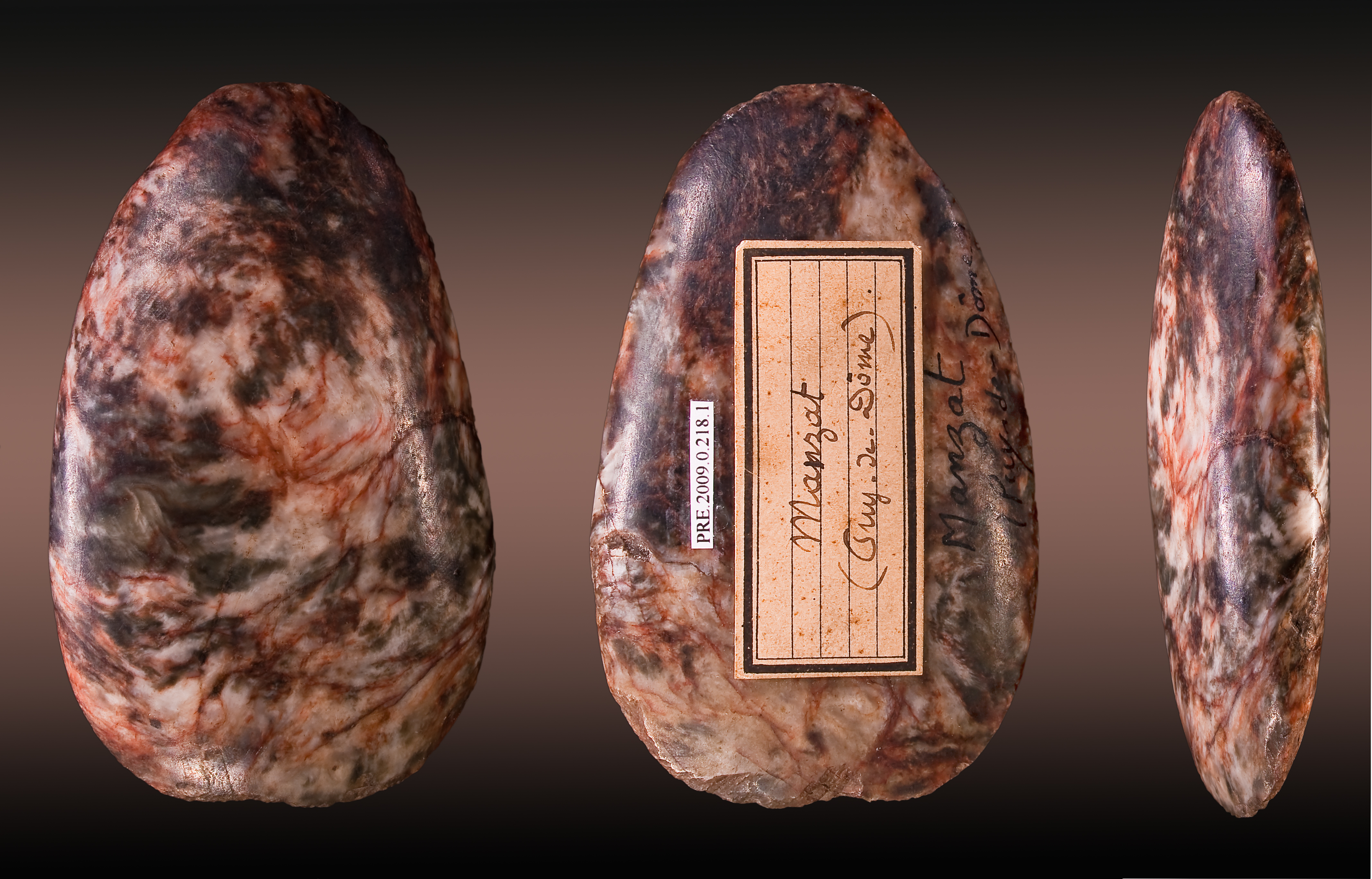
Manzat - Hache polie période néolithique – Muséum de Toulouse

Manzat – miejscowość i gmina we Francji, w regionie Owernia-Rodan-Alpy, w departamencie Puy-de-Dôme.
Według danych na rok 1990 gminę zamieszkiwały 1362 osoby, a gęstość zaludnienia wynosiła 35 osób/km² (wśród 1310 gmin Owernii Manzat plasuje się na 156. miejscu pod względem liczby ludności, natomiast pod względem powierzchni na miejscu 103.).